# Ла Хавас, Лианн
Ли́анн Ла Ха́вас (Lianne La Havas; 23 августа 1989) — британская фолк- и соул-певица, автор песен и мультиинструменталист. Она вошла в шортлист опроса Sound of 2012, проводимого корпорацией «Би-би-си», как один из перспективных музыкантов 2012 года. В том же году она выпустила дебютный альбом Is Your Love Big Enough?, занявший четвёртое место в британском хит-параде и номинированный на премию Mercury Prize.

## Биография

### Ранние годы
Ла Хавас родилась в Лондоне в семье отца-грека и матери ямайского происхождения и выросла в районах Тутинге и Стретаме, после развода родителей проводя большую часть времени с бабушкой и дедушкой. В возрасте семи лет она начала петь и, когда ей было одиннадцать, сочинили первую песню. По словам певицы, большое влияние на её развитие оказали несхожие музыкальные вкусы родителей. Мать исполняла песни Джилл Скотт и Мэри Джей Блайдж, а отец, опытный мультиинструменталист, учил её основам игры на гитаре и фортепиано. В 18 лет Лианн начала посещать Среднюю школу для девочек Норбери-Мейнор в Кройдоне, где изучала искусство и готовилась сдать экзамен продвинутого уровня, однако покинула колледж, решив посвятить свою карьеру музыке.

### Музыкальная карьера
Когда Лианн училась в шестом классе, её друг, певец и автор песен Алан Роуз познакомил певицу с другими музыкантами, которые помогали ей записывать первое демо. Он же представил Ла Хавас британской исполнительнице Паломе Фейт, с которой она гастролировала в качестве бэк-вокалистки. В 2010 году артистка заключила контракт с компанией Warner Bros. Records и в течение года разрабатывала сочинительские навыки, прежде чем представить публике свои песни.
В октябре 2011 года состоялся релиз двух мини-альбомов Ла Хавас: Lost & Found, первый трек на котором «No Room for Doubt» был записан с американским автором-исполнителем Уилли Мейсоном, и концертной работы Live From LA, доступной для бесплатного скачивания на сайте певицы. Тогда же она впервые появилась на телевидении в программе Later… with Jools Holland на канале BBC Two. В декабре она гастролировала на «разогреве» у коллектива Bon Iver в его североамериканском турне. 30 апреля 2012 года вышел первый официальный сингл Ла Хавас «Lost & Found», за которым последовал дебютный студийный альбом Is Your Love Big Enough?, изданный в Великобритании 9 июля на лейбле Warner Brothers. Диск получил благожелательные отзывы критиков и дебютировал на четвёртой строке британского чарта.

## Дискография

### Студийные альбомы
| Название                 | Информация о релизе                                                      | Высшее место в хит-параде | Высшее место в хит-параде | Высшее место в хит-параде | Высшее место в хит-параде | Высшее место в хит-параде | Высшее место в хит-параде | Высшее место в хит-параде | Высшее место в хит-параде |
| Название                 | Информация о релизе                                                      | GB                        | BE (Vl)                   | BE (Wa)                   | DE                        | IR                        | NL                        | CH                        | US                        |
| ------------------------ | ------------------------------------------------------------------------ | ------------------------- | ------------------------- | ------------------------- | ------------------------- | ------------------------- | ------------------------- | ------------------------- | ------------------------- |
| Is Your Love Big Enough? | - Дата выпуска: 6 июля 2012 - Лейбл: Warner Bros. - Формат: CD, цифровой | 4                         | 27                        | 66                        | 30                        | 21                        | 3                         | 32                        | 142                       |

### Мини-альбомы
| Название     | Информация о релизе                                                                                 |
| ------------ | --------------------------------------------------------------------------------------------------- |
| Lost & Found | - Дата выпуска: 17 октября 2011 - Лейбл: Warner, Labour of Love - Формат: CD, винил (10"), цифровой |
| Live in L.A. | - Дата выпуска: 2011 - Лейбл: Warner, Labour of Love - Формат: цифровой                             |
| Forget       | - Дата выпуска: 13 февраля 2012 - Лейбл: Warner, Labour of Love - Формат: CD, винил (10"), цифровой |

### Синглы
| 2011                                                                       | «No Room for Doubt» (при участии Уилли Мейсона) [промо] | —   | 67 | 21 | Is Your Love Big Enough? |
| 2012                                                                       | «Lost & Found»                                          | 126 | —  | —  | Is Your Love Big Enough? |
| 2012                                                                       | «Is Your Love Big Enough?»                              | 103 | 17 | 28 | Is Your Love Big Enough? |
| 2012                                                                       | «Forget»                                                | —   | —  | —  | Is Your Love Big Enough? |
| «—» означает, что релиз не попал в чарт или не был выпущен в данной стране |                                                         |     |    |    |                          |

## Видеоклипы
| Год  | Название                                        | Режиссёр          |
| ---- | ----------------------------------------------- | ----------------- |
| 2011 | «No Room for Doubt» (при участии Уилли Мейсона) | Рохан Блэр-Мангат |
| 2012 | «Forget» (первая версия)                        | Дэнни Сангра      |
| 2012 | «Lost & Found»                                  | Колин Солал Кардо |
| 2012 | «Is Your Love Big Enough?»                      | Джош Шиннер       |
| 2012 | «Forget» (вторая версия)                        | н/д               |

## Премии и номинации
| Год  | Премия        | Работа                   | Результат |
| ---- | ------------- | ------------------------ | --------- |
| 2011 | Sound of 2012 | —                        | Номинация |
| 2012 | Mercury Prize | Is Your Love Big Enough? | Ожидается |